# Lobocheilos tenura
Lobocheilos tenura är en fiskart som beskrevs av Maurice Kottelat och Tan 2008. Lobocheilos tenura ingår i släktet Lobocheilos och familjen karpfiskar. Inga underarter finns listade i Catalogue of Life.